# Bond voor Belangenbehartiging Gepensioneerden uit Overheidsdienst
De Bond voor Belangenbehartiging Gepensioneerden uit Overheidsdienst (BBGO) is een vakbond in Suriname. De pensioenleeftijd in Suriname is 60 jaar.
De BBGO werd op 28 oktober 1984 opgericht. Suriname bevond zich toen in een diepe economische crisis waardoor gepensioneerden in economisch zwaar weer terechtkwamen. De eerste voorzitter was Richenel Kenton. Voorzitter Herman Groman legde de eerste steen van het Bondscentrum dat in 1998 door Max Nijman werd geopend.
In 2015 trad Renate Wouden aan als voorzitter. Onder haar leiding veranderde het aanzien van de organisatie van oudjes die met hun gezondheid sukkelen tot een actieve organisatie. Het ledenaantal groeide van 2000 naar 4700, met een afzwakking tijdens de coronacrisis in Suriname. Tijdens haar voorzitterschap kwam de BBGO met het seminar De plaats van de ouderen in de samenleving (2018), het BBGO Magazine, een eigen bibliotheek, een televisieprogramma, het nieuwe bondsgebouw in de Burenstraat en commissies in Wanica, Nickerie, Coronie en Commewijne. Zij bleef voorzitter tot haar dood in maart 2023.

## Lijst van voorzitters
De BBGO kende de volgende voorzitters:
- Richenel Kenton (1984-1989)
- Herman Groman (1989-?)
- Max Nijman (rond 1998)
- Dhr. Deekman (?-2015)
- Renate Wouden (2015-2023)